# Борба (областен всекидневник)
Вижте пояснителната страница за други значения на Борба.
„Борба“ е областен всекидневник, издаван във Велико Търново.

## История
Вестникът е основан през 1943 година в Търново. Първият брой се изготвя в габровската квартира на Марко Цанов,
Лозунгът на вестника през социалистическия период е „Пролетарии от всички страни, съединявайте се!“.
До 1944 година, се издават десетина броя. Тиражът и е между 150 и 300 броя. Първи редактори в периода 1943 – 1949 г. – Райко Дамянов, Иван Бъчваров, Иван Райков, Христо Орловски. След 1949 година, за главен редактор е избран Христо Консулов. През следващите години вестникът започва да се издава през всички делнични дни. От 14 ноември 1949 година „Борба“ става отечественофронтовски седмичник за Горнооряховски окръг. Вестникът си сътрудничи с вестниците – „Московская правда“, „Восточно сибирская правда“ – град Иркутск, и „Кримская правда“ от бившия Съветски съюз (СССР); „Захсише цайтунг“ от ГДР. През 70-те и 80-те години,вестникът е излизал в тираж от 45 000 – 50 000 броя.
През социалистическия период са извадани приложенията:„Светилник“,„Велчои“,„Подем“ и други.
След демократичните промени в България вестникът е категоризиран като областно издание. Лозунгът на вестника е „Областният всекидневник, с традиции“.

## Ръководство
- Главен редактор – Николай Томов
- Старши репортер – Нели Сукова

## Приложения
- Полски Тръмбеш
- Борба плюс